# 佐藤復三
佐藤復三（日语：／ Satō Fukuzō，1879年12月1日—？）是日本内务省、警察官僚，曾任官选高知县知事、姬路市市长。

## 经历
佐藤復三出身广岛县，是家中次子，父亲名为佐藤又三郎。
高中毕业于第三高等学校。1908年毕业于东京帝国大学法科大学法学部（德国法学），进入司法省任司法官试补，但于1909年11月27日辞职。1910年11月通过高等文官行政科考试，进入内务省，属福岛县、兼任警部。
此后历任福岛县警视、岛根县理事官及視学官、千叶县事務官、栃木縣警察部部长、富山縣警察部部长、宮城縣警察部部长、关东厅警务官、新潟县书记官·内务部长、青森县书记官·内务部长，熊本县书记官·内务部长等职务。
1926年9月28日就任高知县知事，1927年5月17日休职，同年8月25日辞职。
1930年8月24日就任姬路市长。任内於1933年4月将水上村、砥堀村併入姬路市。任期届满后于1934年8月23日卸任。

## 脚注
1. 1 2 3 4  『日本の歴代市長』第2巻、957頁。
2. 1 2 3 4  『新編日本の歴代知事』948頁。
3. 1 2 3  『日本官僚制総合事典：1868 - 2000』196頁。
4. ↑  『人事興信録』第10版 上、サ47頁。
5. ↑  「司法官試補佐藤復三依願免職ノ件」。『官報』第7930号、明治42年11月29日。
6. ↑  『官報』第113号、昭和2年5月18日。
7. ↑  『官報』第199号、昭和2年8月26日。